# Daantje Mus
Daniëlle "Daantje" Maria Alberts (beter bekend als Daantje Mus) is een personage uit de Nederlandse soapserie Goede tijden, slechte tijden. De rol werd tussen juni 2001 en maart 2003 gespeeld door actrice Liesbeth Kamerling. Opmerkelijke is dat haar broer tussen 1990 en 1993 de rol van Peter Kelder speelde. In 2006 maakte ze een vooralsnog eenmalige comeback.

## Levensverhaal
Daantje wordt geboren uit een onenightstand van Robert Alberts en de lesbische Hanneke Mus. Hanneke wil niks over de biologische vader van Daantje vertellen. Daantje en haar moeder gaan met ruzie uit elkaar. Ze vertrekt richting Meerdijk, waar ze bij eetcafé Smuldorado gaat werken. Stefano Sanders heeft een oogje op haar, maar Daantje vindt hem helemaal niks. Ze heeft er moeite mee als Stefano ook voor Smuldorado gaat werken. Stefano haalt alles uit de kast om het hart van Daantje te veroveren en heeft succes. Daantje ontwikkelt gevoelens voor Stefano.
Wanneer de eigenaar van Smuldorado komt te overlijden, wordt de zaak overgenomen door zijn zoon Benjamin Borgers. Daantje kan hem niet om haar heen hebben, omdat ze zich aan hem ergert. In een zwak moment geeft ze zich over aan Benjamin. Daantje biecht haar overspel aan Stefano op en maakt het uit. Niet veel later besluit Daantje dat ze niet meer verder wil bij Smuldorado en solliciteert ze voor een baan bij het datingbureau van Laura Selmhorst, Catch & Match. Dit datingbureau deelt een kantoorpand met Alberts & Alberts, het reclamebureau van de gebroeders Alberts. Op een gegeven moment ontdekt Daantje dat Robert haar biologische vader is. In het begin heeft ze moeite om aan het idee te wennen, maar al snel klikt het tussen vader en dochter.
Daantje krijgt last van moeheid en lusteloosheid. De doktoren constateren een leveraandoening. Daantje moet zo snel mogelijk een geschikte donor vinden. Hanneke blijkt nog iets te hebben verzwegen voor haar dochter. Daantje heeft nooit van het bestaan van Milan Alberts, haar tweelingbroer, af geweten. Milan is geadopteerd door Marjan Verhagen. Wanneer Milan wordt opgespoord, blijkt hij niet bereid te zijn om mee te werken. Na al die jaren alleen te zijn geweest, hoeft hij nou niet ineens zijn biologische familie te leren kennen. Robert is wanhopig en biedt Milan een geldbedrag. Milan gaat akkoord. Daantje wordt geopereerd.
Na de donortransplantatie besluit Daantje dat ze meer van het leven moet genieten. Ze wordt verliefd op klusjesman Dennis Tuinman. Laura koestert ook gevoelens voor Dennis en kan het niet hebben dat Daantje en Dennis een relatie ontwikkelen. De relatie tussen beiden is sindsdien problematisch. Daantje wil met dolfijnen gaan werken. Dennis wil met haar meegaan. Wanneer Daantje ontdekt dat Dennis het alleen maar voor het plezier doet, besluit ze alleen weg te gaan. Een aantal jaar later keert ze terug naar Meerdijk om haar vader op te zoeken. De liefde tussen Dennis en Daantje dreigt weer op te bloeien. Laura en Robert maken zich ernstige zorgen. Ze hebben nog niet zo lang geleden ontdekt dat Dennis hun biologische zoon is. Robert beseft dat Daantje en Dennis geen geliefden kunnen zijn. De schok is groot als Daantje ontdekt dat Dennis haar halfbroer is. Daantje gaat terug naar Nieuw-Zeeland.